# フリーデリケ・フォン・バーデン
フリーデリケ・フォン・バーデン（Friederike Dorothea Wilhelmina von Baden, 1781年3月12日 - 1826年9月25日）は、スウェーデン王グスタフ4世アドルフの王妃。スウェーデン語名はフレドリカ・アヴ・バーデン（Fredrika av Baden）。

## 生涯
バーデン大公世子カール・ルートヴィヒと、その妃であるヘッセン＝ダルムシュタット方伯ルートヴィヒ9世の娘アマーリエの間に三女（第4子）として生まれた。姉ルイーゼ（エリザヴェータ・アレクセーエヴナ）はロシア皇帝アレクサンドル1世の皇后。
1797年にグスタフ4世と結婚。2人の間には5子が生まれた。
1808年に第二次ロシア・スウェーデン戦争が勃発した。これがのちにグスタフ4世の退位に繋がるのだが、奇しくもフリーデリケの姉ルイーゼ（エリザヴェータ・アレクセーエヴナ）はロシアに嫁いでおり、ロシア皇帝アレクサンドル1世の皇后となっていた。
夫の退位とともに家族でバーデンに移った。しかしグスタフ4世が滞在に耐えられなくなり、1812年に2人は離婚した。

## 子女
- グスタフ（1799年 - 1877年） - ヴァーサ公、オーストリア軍人
- ソフィア（1801年 - 1865年） - バーデン大公レオポルト妃
- カール・グスタフ（1802年 - 1805年） - フィンランド大公
- アマーリア（1805年 - 1853年）
- セシリア（1807年 - 1844年） - オルデンブルク大公アウグスト妃

フリーデリケはスイスのローザンヌで亡くなった。